# Superstock 1000 FIM Cup 2007
Superstock 1000 FIM Cup 2007 è la nona edizione della Superstock 1000 FIM Cup.
Il campionato piloti è stato vinto da Niccolò Canepa su Ducati 1098S del team Ducati Xerox Junior. Il campionato ha visto un grande equilibrio con nove piloti differenti che hanno vinto una gara su undici prove disputate in calendario. Il pilota italiano Canepa ha ottenuto il titolo mondiale solo al termine dell'ultima gara, avanzando di 4 punti Claudio Corti con la Yamaha YZF-R1 del Yamaha Team Italia e di 8 punti Matteo Baiocco anche lui con la Yamaha YZF-R1 ma del team Umbria Bike.
Successo più marcato per la Yamaha nella classifica costruttori, che ha staccato di 41 punti la Suzuki, terza la Ducati.

## Piloti partecipanti
fonte
Tutte le motociclette in competizione sono equipaggiate con pneumatici forniti dalla Pirelli.
| Nº  | Pilota               | Squadra                     | Motocicletta        |
| --- | -------------------- | --------------------------- | ------------------- |
| 2   | Bartlomiej Wiczynski | Suzuki Grandys Duo PZM      | Suzuki GSX-R1000 K7 |
| 3   | Mark Aitchison       | Celani Team Suzuki Italia   | Suzuki GSX-R1000 K6 |
| 4   | Loic Napoleone       | EVR Corse                   | MV Agusta F4 312 R  |
| 5   | Bram Appelo          | EAB Ten Kate Honda          | Honda CBR1000RR     |
| 8   | Victor Cox           | STP Racing                  | MV Agusta F4 312 R  |
| 10  | Franck Millet        | Biassono Racing             | MV Agusta F4 312 R  |
| 11  | Denis Sacchetti      | UnionBike Gimotorsport      | MV Agusta F4 312 R  |
| 13  | Viktor Kispataki     | Full-Gas Racing             | Suzuki GSX-R1000 K6 |
| 14  | Lorenzo Baroni       | Team Sterilgarda            | Ducati 1098S        |
| 15  | Matteo Baiocco       | Umbria Bike                 | Yamaha YZF-R1       |
| 16  | Raymond Schouten     | Vd Heyden Motors Yamaha     | Yamaha YZF-R1       |
| 17  | Milos Urbanec        | Heron Racing                | Suzuki GSX-R1000 K7 |
| 18  | Matt Bond            | Mist Suzuki                 | Suzuki GSX-R1000 K6 |
| 19  | Xavier Siméon        | Alstare Suzuki Corona Extra | Suzuki GSX-R1000 K6 |
| 20  | Jon Boy Lee          | G.R. Motorsport             | Yamaha YZF-R1       |
| 21  | Wim Van Den Broeck   | Zone Rouge                  | Yamaha YZF-R1       |
| 22  | Allard Kerkhoven     | Team Oliveira               | Yamaha YZF-R1       |
| 23  | Cédric Tangre        | DBR Racing                  | Yamaha YZF-R1       |
| 23  | Cédric Tangre        | Yohann Moto Sport           | Suzuki GSX-R1000 K7 |
| 24  | Marko Jerman         | DBR Racing                  | Yamaha YZF-R1       |
| 25  | Dario Giuseppetti    | MGM Racing Performance      | Yamaha YZF-R1       |
| 27  | Cyril Brivet         | Action Bike                 | Suzuki GSX-R1000 K7 |
| 28  | Nicky Moore          | Team Pedercini              | Ducati 1098S        |
| 29  | Niccolò Rosso        | Team Sterilgarda            | Ducati 1098S        |
| 29  | Niccolò Rosso        | EVR Corse                   | MV Agusta F4 312 R  |
| 32  | Sheridan Morais      | Team Pedercini              | Ducati 1098S        |
| 33  | Marko Rohtlaan       | Azione Corse                | Honda CBR1000RR     |
| 34  | Balázs Németh        | Full-Gas Racing             | Suzuki GSX-R1000 K6 |
| 37  | Raffaele Filice      | Celani Team Suzuki Italia   | Suzuki GSX-R1000 K6 |
| 38  | Manuel Hernández     | DBR Racing                  | Yamaha YZF-R1       |
| 41  | Howie Mainwarnig     | EVR Corse                   | MV Agusta F4 312 R  |
| 42  | Leonardo Biliotti    | Revolution - UnionBike      | MV Agusta F4 312 R  |
| 43  | Enrico Sirch         | Emmebi Team                 | Honda CBR1000RR     |
| 44  | René Mähr            | Vd Heyden Motors Yamaha     | Yamaha YZF-R1       |
| 47  | Julien Millet        | Endurance Moto 38           | Yamaha YZF-R1       |
| 49  | Arne Tode            | Racing Dirk Van Mol         | Honda CBR1000RR     |
| 51  | Michele Pirro        | Yamaha Team Italia          | Yamaha YZF-R1       |
| 53  | Tommaso Lorenzetti   | PMS Kawasaki Supported      | Kawasaki ZX-10R     |
| 55  | Olivier Depoorter    | Zone Rouge                  | Yamaha YZF-R1       |
| 56  | Daniel Sutter        | Peko Racing                 | Yamaha YZF-R1       |
| 57  | Ilario Dionisi       | Cruciani Moto Suzuki Italia | Suzuki GSX-R1000 K7 |
| 58  | Robert Gianfardoni   | RG Team                     | Yamaha YZF-R1       |
| 59  | Niccolò Canepa       | Ducati Xerox Junior         | Ducati 1098S        |
| 66  | Luca Verdini         | RCGM Team                   | Yamaha YZF-R1       |
| 71  | Claudio Corti        | Yamaha Team Italia          | Yamaha YZF-R1       |
| 72  | Adam Jenkinson       | Rocket Center Racing        | Suzuki GSX-R1000 K7 |
| 72  | Adam Jenkinson       | Racing Dirk Van Mol         | Suzuki GSX-R1000 K7 |
| 73  | Jonathan Howarth     | MSG Podium                  | Suzuki GSX-R1000 K7 |
| 74  | Jordi Torres         | Yamaha Factory              | Yamaha YZF-R1       |
| 75  | Luka Nedog           | Ducati SC Caracchi          | Ducati 1098S        |
| 76  | Diego Ciavattini     | DBR Racing                  | Yamaha YZF-R1       |
| 77  | Barry Liam Burrell   | MS Racing                   | Honda CBR1000RR     |
| 78  | Freddy Foray         | Zone Rouge                  | Yamaha YZF-R1       |
| 82  | Giacomo Romanelli    | RD Motoracing               | Ducati 1098S        |
| 83  | Didier Van Keymeulen | TTSL-MGM Racing             | Yamaha YZF-R1       |
| 86  | Ayrton Badovini      | Biassono Racing             | MV Agusta F4 312 R  |
| 88  | Timo Gieseler        | MGM Racing Performance      | Yamaha YZF-R1       |
| 91  | Danny De Boer        | Best Box Racing             | Suzuki GSX-R1000 K7 |
| 92  | Ronald ter Braake    | Ter Braake Kawasaki         | Kawasaki ZX-10R     |
| 92  | Ronald ter Braake    | EAB Ten Kate Honda          | Honda CBR1000RR     |
| 96  | Matěj Smrž           | MS Racing                   | Honda CBR1000RR     |
| 99  | Danilo Dell'Omo      | UnionBike Gimotorsport      | MV Agusta F4 312 R  |
| 134 | Greg Gildenhuys      | 3Man Racing                 | Yamaha YZF-R1       |
| 134 | Greg Gildenhuys      | Team Pedercini              | Ducati 1098S        |
| 155 | Brendan Roberts      | Ducati Xerox Junior         | Ducati 1098S        |
| 312 | Luca Scassa          | MV Agusta                   | MV Agusta F4 312 R  |

| Legenda            |
| ------------------ |
| Pilota wildcard    |
| Pilota sostitutivo |

## Calendario
| N° | Data         | Gran Premio | Circuito         | Pole Position   | Vincitore Gara       | Leader del campionato | Resoconto |
| -- | ------------ | ----------- | ---------------- | --------------- | -------------------- | --------------------- | --------- |
| 1  | 1º aprile    | Europa      | Donington        | Michele Pirro   | Niccolò Canepa       | Niccolò Canepa        | Resoconto |
| 2  | 15 aprile    | Spagna      | Valencia         | Ayrton Badovini | Mark Aitchison       | Niccolò Canepa        | Resoconto |
| 3  | 29 aprile    | Paesi Bassi | Assen            | Claudio Corti   | Michele Pirro        | Niccolò Canepa        | Resoconto |
| 4  | 13 maggio    | Italia      | Monza            | Michele Pirro   | Matteo Baiocco       | Matteo Baiocco        | Resoconto |
| 5  | 27 maggio    | Regno Unito | Silverstone      | Michele Pirro   | Brendan Roberts      | Mark Aitchison        | Resoconto |
| 6  | 17 giugno    | San Marino  | Misano Adriatico | Matteo Baiocco  | Matteo Baiocco       | Matteo Baiocco        | Resoconto |
| 7  | 22 luglio    | Rep. Ceca   | Brno             | Niccolò Canepa  | Xavier Siméon        | Matteo Baiocco        | Resoconto |
| 8  | 5 agosto     | Regno Unito | Brands Hatch     | Claudio Corti   | Niccolò Canepa       | Matteo Baiocco        | Resoconto |
| 9  | 9 settembre  | Germania    | Lausitz          | Niccolò Canepa  | Didier Van Keymeulen | Matteo Baiocco        | Resoconto |
| 10 | 30 settembre | Italia      | Vallelunga       | Niccolò Canepa  | Claudio Corti        | Matteo Baiocco        | Resoconto |
| 11 | 7 ottobre    | Francia     | Magny-Cours      | Niccolò Canepa  | Ayrton Badovini      | Niccolò Canepa        | Resoconto |

## Classifiche

### Classifica Piloti[1]
| Pos. | Pilota               | Moto             |     |     |     |     |     |     |     |     |     |     |     | P.ti |
| ---- | -------------------- | ---------------- | --- | --- | --- | --- | --- | --- | --- | --- | --- | --- | --- | ---- |
| 1    | Niccolò Canepa       | Ducati           | 1   | 3   | 6   | 10  | 13  | 5   | 7   | 1   | 2   | 2   | 3   | 161  |
| 2    | Claudio Corti        | Yamaha           | 2   | 11  | 2   | Rit | 10  | 4   | 3   | 3   | 3   | 1   | 2   | 157  |
| 3    | Matteo Baiocco       | Yamaha           | 5   | 4   | 5   | 1   | 6   | 1   | 2   | 4   | 8   | 6   | 9   | 153  |
| 4    | Xavier Siméon        | Suzuki           | 7   | 6   | 8   | 5   | 4   | 2   | 1   | 2   | 5   | 5   | Rit | 138  |
| 5    | Mark Aitchison       | Suzuki           | 4   | 1   | Rit | 2   | 2   | 7   | 4   | 8   | 4   | 27  | 5   | 132  |
| 6    | Ilario Dionisi       | Suzuki           | 6   | 5   | 4   | 3   | 12  | 3   | 9   | 7   | 9   | 7   | 7   | 111  |
| 7    | Michele Pirro        | Yamaha           | 30  | 2   | 1   | Rit | 5   | 13  | 5   | 9   | Rit | 8   | NP  | 85   |
| 8    | Didier Van Keymeulen | Yamaha           | 3   | Rit | 3   | 4   |     |     | 8   | Rit | 1   | 11  | Rit | 83   |
| 9    | Ayrton Badovini      | MV Agusta        | Rit | Rit | 31  | Rit | 9   | Rit | Rit | 6   | 7   | 3   | 1   | 67   |
| 10   | Brendan Roberts      | Ducati           |     |     | 7   | 15  | 1   | 10  | Rit | 5   | 16  | 4   | Rit | 65   |
| 11   | René Mähr            | Yamaha           | 10  | 7   | 13  | 8   | Rit | 9   | 6   | Rit | 11  | 10  | 10  | 60   |
| 12   | Matěj Smrž           | Honda            | 19  | 8   | 9   | 17  | 3   | 14  | 10  | 11  | 13  | Rit | 11  | 52   |
| 13   | Sheridan Morais      | Ducati           | 9   | 13  | 25  | 7   |     | 6   | Rit | 12  | 12  | Rit | Rit | 37   |
| 14   | Arne Tode            | Honda            | 8   | 15  | Rit | 12  | 18  | 11  | Rit | 10  | 6   |     |     | 34   |
| 15   | Dario Giuseppetti    | Yamaha           | 12  | Rit | 16  | Rit | 15  | 25  | 11  | 21  | 10  | 14  | 8   | 26   |
| 16   | Marko Jerman         | Yamaha           | 11  | 10  | Rit | 6   | 14  | 26  | 22  | 28  | 22  | 25  | 19  | 23   |
| 17   | Cédric Tangre        | Yamaha e Suzuki  | 14  | 9   | 14  | 13  | 7   | 19  | 23  | 22  | 17  |     | Rit | 23   |
| 18   | Danilo Dell'Omo      | MV Agusta        | 31  | Rit | 10  | 9   | 25  | Rit | 14  | 14  | 14  | Rit | 16  | 19   |
| 19   | Freddy Foray         | Yamaha           |     |     |     |     |     |     |     |     |     | 9   | 6   | 17   |
| 20   | Daniel Sutter        | Yamaha           |     | 18  | 17  | 11  | 30  | 8   | 17  | Rit | 19  | 13  | 20  | 16   |
| 21   | Luca Scassa          | MV Agusta        |     |     |     |     |     | Rit |     |     |     |     | 4   | 13   |
| 22   | Marko Rohtlaan       | Honda            | 13  | 14  | 15  | 14  | 19  | 16  | 20  | 30  | 15  | 16  | 12  | 13   |
| 23   | Denis Sacchetti      | MV Agusta        | Rit | 12  |     |     | 16  | 20  | 12  | 13  |     | Rit | Rit | 11   |
| 24   | Loic Napoleone       | MV Agusta        | 17  | Rit | Rit |     | 8   |     |     |     |     |     |     | 8    |
| 25   | Lorenzo Baroni       | Ducati           | 21  | Rit | Rit | 18  | 11  | Rit |     |     | Rit | Rit | 25  | 5    |
| 26   | Raymond Schouten     | Yamaha           | 18  | 27  | 11  | 21  | 21  | 17  | 16  | 17  |     | 21  | Rit | 5    |
| 27   | Luca Verdini         | Yamaha           |     |     |     | Rit |     |     |     |     |     | 12  |     | 4    |
| 28   | Leonardo Biliotti    | MV Agusta        | NP  | 20  | 22  | Rit | 29  | 12  |     |     | 24  |     | Rit | 4    |
| 29   | Ronald ter Braake    | Kawasaki e Honda |     |     | 12  |     | 31  | 27  |     |     |     |     |     | 4    |
| 30   | Balázs Németh        | Suzuki           | Rit | 17  | 18  | 25  | 22  | 29  | 13  | 18  | 18  | 15  | 17  | 4    |
| 31   | Adam Jenkinson       | Suzuki           | NP  |     |     |     |     |     |     |     |     | 18  | 13  | 3    |
| 32   | Cyril Brivet         | Suzuki           |     |     |     |     |     |     |     |     |     |     | 14  | 2    |
| 33   | Franck Millet        | MV Agusta        | 20  | 24  | 20  | 16  | 23  | 18  | 18  | 24  | 20  | 24  | 15  | 1    |
| 34   | Barry Liam Burrell   | Honda            | 16  | 19  | 23  | 19  | 26  | Rit | Rit | 15  | Rit | Rit | 29  | 1    |
| 35   | Timo Gieseler        | Yamaha           | NP  | 16  | 21  | 20  | 17  | 23  | 15  | 19  | 25  | 19  | NP  | 1    |
| 36   | Olivier Depoorter    | Yamaha           | 27  | Rit |     | Rit | Rit | 15  | Rit |     | Rit |     |     | 1    |
| 37   | Nicky Moore          | Ducati           | 15  | 28  | 26  | 24  |     |     |     |     |     |     |     | 1    |
| Pos. | Pilota               | Moto             |     |     |     |     |     |     |     |     |     |     |     | P.ti |

| Legenda | 1º posto        | 2º posto            | 3º posto           | A punti      | Senza punti        | Grassetto – Pole position Corsivo – Giro più veloce |
| Legenda | Gara non valida | Non qual./Non part. | Ritirato/Non class | Squalificato | '-' Dato non disp. | Grassetto – Pole position Corsivo – Giro più veloce |

### Sistema di punteggio
| Pos.  | 1  | 2  | 3  | 4  | 5  | 6  | 7 | 8 | 9 | 10 | 11 | 12 | 13 | 14 | 15 | 16> |
| Punti | 25 | 20 | 16 | 13 | 11 | 10 | 9 | 8 | 7 | 6  | 5  | 4  | 3  | 2  | 1  | 0   |

### Costruttori[2]
| Pos. | Costruttore |    |    |    |    |   |    |    |    |   |    |    | P.ti |
| ---- | ----------- | -- | -- | -- | -- | - | -- | -- | -- | - | -- | -- | ---- |
| 1    | Yamaha      | 2  | 2  | 1  | 1  | 5 | 1  | 2  | 3  | 1 | 1  | 2  | 232  |
| 2    | Suzuki      | 4  | 1  | 4  | 2  | 2 | 2  | 1  | 2  | 4 | 5  | 5  | 191  |
| 3    | Ducati      | 1  | 3  | 6  | 7  | 1 | 5  | 7  | 1  | 2 | 2  | 3  | 186  |
| 4    | MV Agusta   | 17 | 12 | 10 | 9  | 8 | 12 | 12 | 6  | 7 | 3  | 1  | 93   |
| 5    | Honda       | 8  | 8  | 9  | 12 | 3 | 11 | 10 | 10 | 6 | 16 | 11 | 75   |
| 6    | Kawasaki    |    |    | 12 | 23 |   |    |    |    |   |    |    | 4    |